# Сара Дессен
Сара Дессен (Sarah Dessen; нар. 6 червня 1970) — американська письменниця, яка проживає в Чапел-Гілл, Північна Кароліна. Народилася в Іллінойсі, закінчила Університет Північної Кароліни-Чапел-Гілл. Її перша книжка «Того літа» вийшла 1996 року. Відтоді вона опублікувала понад десяток інших романів та повістей. 2017 року Дессен здобула премію Маргарет Едвардс за деякі з творів. За двома її книжками зняли стрічку 2003 року «Як мати справу».

## Молодість, освіта та особисте життя
Дессен народилася в Еванстоні, штат Іллінойс, 6 червня 1970 року в сім'ї Алана та Синтії Дессен, які були професорами Університету Північної Кароліни та викладали шекспірівську літературу та класику.
Підліткою Дессен була дуже сором'язливою і тихою. У 15 років вона зв'язалася з 21-річним хлопцем, але незабаром припинила з ним усі контакти. У статті для Seventeen Дессен писала: «Упродовж багатьох років потому я повністю звинувачувала себе в усьому, що сталося між мною і Т. Зрештою, я ж була поганою дитиною. Вживала наркотики, брехала мамі. Неможливо просто спілкуватися з хлопцем і не очікувати, що він щось собі подумає, — казала я собі. Ти мала б здогадатися. Але, можливо, це він мав здогадатися. Коли мені виповнився 21 рік, я свідомо почала регулярно дивитися на підлітків і запитувати себе: чи хотіла б я з ними тусуватися, не те що зустрічатися? Відповідь завжди була чітка і миттєва — ні. Вони — діти. Я — доросла. Крапка».
Дессен навчалася у коледжі Ґрінсборо в Ґрінсборо, штат Північна Кароліна, але покинула його до закінчення першого семестру. Повернувшись додому, вона вступила до Університету Північної Кароліни-Чапел-Гілл, щоб відвідувати заняття з креативного письма, і закінчила навчання з відзнакою 1993 року.
Сьогодні Дессен живе в Чапел-Гілл, штат Північна Кароліна, зі своїм чоловіком Джеєм і дочкою Сашою Клементайн.

## Кар'єра
Дессен працювала офіціанткою в ресторані Flying Burrito в Чапел-Гілл і була помічницею Лі Сміт, водночас розпочинаючи письменницьку кар'єру. Саме Сміт передала агенту один із рукописів Дессен. Після виходу її першої книжки «Того літа» 1996 року Дессен продовжила працювати в ресторані. Після виходу роману «Країна мрій» Дессен викладала в Університеті Північної Кароліни в Чапел-Гілл. А письменницею на постійній основі вона стала перед виходом 2006 року роману «Просто слухай».
2009 року книжка Дессен У дорозі потрапила до списку бестселерів New York Times. Після її виходу письменницю назвали «машиною бестселерів».

## Нагороди та відзнаки
Деякі з її романів увійшли до списку «Найкраща художня література для молоді» за версією Американської бібліотечної асоціації: «Того літа» (1997), «Такий, як ти» (1999), «Утримуючи Місяць» (2000), «Країна мрій» (2001), «Ця колискова» (2003), «Просто слухай» (2007) і «У дорозі» (2010). Роман «Такий, як ти» був ще й одним із двох переможців нагороди «Найкраща книга шкільного бібліотечного журналу» 1999 року, а роман «Утримуючи Місяць» став єдиним її переможцем наступного року.
2017 року Дессен відзначили премією Маргарет А. Едвардс за романи «Країна мрій» (2001), «Зберігаючи місяць» (2000), «Просто послухай» (2007), «Правда про „назавжди“» (2004), «У дорозі» (2010), «Що сталося з прощанням» (2011) і «Ця колискова» (2002).

## Суперечка щодо програми «Загальне читання»
У листопаді 2019 року в статті Aberdeen News зацитували коментар випускниці Північного державного університету 2016 року щодо університетської програми «Загальне читання», яка визначає книжки, «які представляють різні погляди» для читання студентами як частини їхньої навчальної програми. Студентка Брук Нельсон сказала, що взяла участь у програмі «просто для того, щоб перешкодити їм вибрати Сару Дессен». Стосовно книжки Дессен Нельсон сказала: «Вона чудова для дівчат-підлітків, але точно не дотягує до рівня програми „Загальне читання“».
Дессен опублікувала в Твіттері ті фрагменти цього інтерв'ю, в яких зазнала критики, відредагувавши ім'я Нельсон та установу, але зазначивши, що коментарі були «підлими та жорстокими». Її публікацію підтримала низка авторів, зокрема Джоді Піколт, Дженніфер Вайнер, Шівон Вівіан, Роксана Гей та Н. К. Джемісін. Після цього Північний державний університет попросив вибачення за коментарі випускниці.
Згодом Дессен видалила свій твіт і перепросила за свої зауваження, визнавши, що це призвело до того, що шанувальники визначили за її коментарями їх джерело, і почали переслідувати Нельсон. Як наслідок, колишня студентка видалила свої акаунти в соціальних мережах. Дессен зазначила: «Маючи платформу та послідовників, я маю відповідальність усвідомлювати те, що я там викладаю». Кілька інших авторів, які спочатку підтримали Дессен, також попросили вибачення у Нельсон, зазначивши, що вони підтримали вираження почуттів Дессен, але не підтримали подальшу ідентифікацію та залякування Нельсон.

## Теми та стиль написання
2017 року в Дессен брала інтерв'ю Анна Ґраґерт. Під час інтерв'ю Ґраґерт запитала Дессен про стиль, який вона використовує в деяких своїх книжках, інакше знаний як «досконалість без зусиль». Дессен описує цей термін як здатність дівчат у її книжках мати друзів, мати гарний вигляд, бути успішною ученицею, тримати своє життя під контролем — і при цьому створювати враження, що все це дається легко. На початку книжки читач має ототожнювати себе з головними героями, а спостерігаючи за їхніми змінами впродовж сюжету, зрозуміти, що не обов'язково мати все під контролем і бути ідеальним. Ґрейґерт запитала Дессен про її механізми подолання тривоги, оскільки писання зазвичай викликає в автора тривогу. Дессен зазначила, що у вільний час любить займатися спортом і читати, адже всі письменники так чи інакше схильні до тривожності — це частина процесу, але водночас це відкриває їхній розум, бо вони бачать світ інакше, ніж читачі.

## Екранізації
Романтична комедійна драма 2003 року «Як поводитися» з Менді Мур, Еллісон Дженні, Діланом Бейкером, Пітером Галлахером і Трентом Фордом у головних ролях була основана на романах «Того літа» та "Такий, як ти.
30 травня 2019 року оголошено, що компанія Netflix придбала права на екранізацію трьох книжок Дессен: «Ця колискова», «У дорозі» та «Раз і назавжди». У червні 2021 року оголосили, що роман «Правда про назавжди» додано до книжок Дессен, які Netflix обрали для створення художнього фільму. Фільм «Безсоння для двох» вийшов 6 травня 2022 року. У липні 2023 року Дессен поділилася в мережі інформацією про те, що Netflix більше не працює над іншими екранізаціями.

## Переклади українською
- Дессен, Сара (2024). Більше ніколи. Young Adult. Сучасна проза. Переклад: Малюга, Діана. READBERRY. с. 432. ISBN 9786170982285.
- Дессен, Сара (2023). Безсоння для двох. Young Adult. Сучасна проза. Переклад: Малюга, Діана. READBERRY. с. 400. ISBN 9786170981189.
- Дессен, Сара (2023). Віднині й довіку. Young Adult. Сучасна проза. Переклад: Малюга, Діана. READBERRY. с. 368. ISBN 9786170982278.
- Дессен, Сара (2023). Пісня для тебе. Young Adult. Сучасна проза. Переклад: Малюга, Діана. Ранок. с. 368. ISBN 9786170982070.
- Дессен, Сара (2023). Просто слухай. Young Adult. Сучасна проза. Переклад: Марунич, Т. READBERRY. с. 352. ISBN 9786170981660.
- Дессен, Сара (2021). Правда про «Назавжди». Young Adult. Сучасна проза. Переклад: Малюга, Діана. READBERRY. с. 400. ISBN 9786170973375.